# Triolo (torrente)
Il Triolo è un torrente situato nella Provincia di Foggia dalla lunghezza di 50 km.
Affluente di destra del torrente Candelaro presso il Ponte di Villanova.
Suo affluente è il canale Ferrante.
Triolo è anche un torrente con relativo ponte che attraversa la città di Paola, in provincia di Cosenza.